# Cesare Maestri (alpiniste)
Pour les articles homonymes, voir Cesare Maestri et Maestri.
Cesare Maestri, né le 2 octobre 1929 à Trente et mort le 19 janvier 2021 à Tione di Trento dans le Trentin-Haut-Adige, est un alpiniste et un écrivain italien contemporain.

## Biographie
Cesare Maestri étudie d'abord le théâtre et l'histoire de l'art à Rome mais revient à Trente pour exercer en tant que guide et moniteur de ski. Il commence à grimper dans le massif de Brenta et ouvre ensuite de nombreuses voies, souvent en solitaire, dans ce massif et dans les Dolomites. Maestri est rapidement surnommé « l'araignée des Dolomites » (en italien : il ragno delle Dolomiti). Disciple de Paul Preuss en ce qui concerne l'escalade en « solo » et sans assurance, il est le premier à grimper en solitaire une voie cotée en sixième degré et le premier à descendre dans le même degré. Mais, après l'ascension controversée du Cerro Torre en 1959, la carrière alpine de Cesare Maestri continue sur le mode des voies artificielles ouvertes à l'aide de très nombreux pitons à expansion.

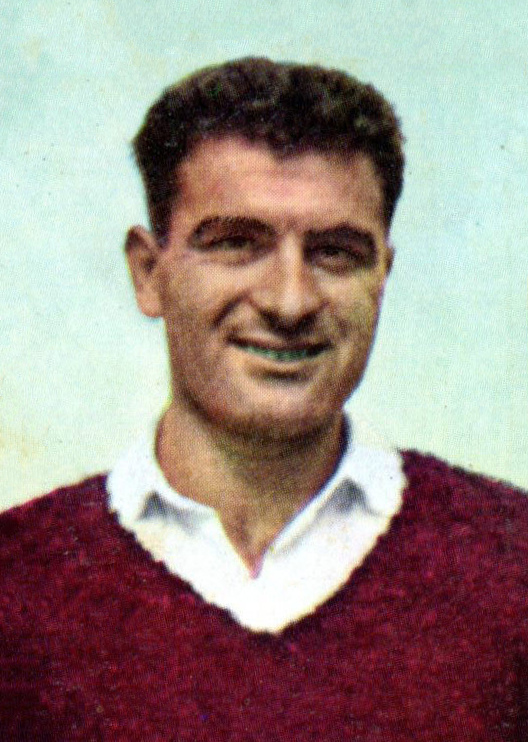
Cesare Maestri (1969)

## Ascensions

### Massif de Brenta et Dolomites
- 1952 - Voie Dibona du Croz dell'Altissimo
- 1952 - Voie Comici du Salame del Sassolungo
- 1952 - Voie Solleder de la Civetta
- 1953 - Voie des guides sur le Crozzon di Brenta (massif de Brenta)
- 1953 - Voie Trento (Detassis) de la Cima Brenta Alta (massif de Brenta)
- 1953 - Voie Soldà du Marmolada
- 1954 - Traversée de la Cima d'Ambièz (massif de Brenta) à la Bocca del Tuckett en solitaire (16 sommets en 24 heures)
- 1955 - Voie Vinatzer du Sass de Luesa
- 1955 - Voie Oppio du Croz dell'Altissimo
- 1956 - Voie des guides du Crozzon di Brenta en descente
- 1956 - Arête nord du Cimon della Pala, première hivernale et solitaire
- 1956 - Voie Micheluzzi du Piz Ciavazes

### Cerro Torre
Son principal concurrent et futur rival, Walter Bonatti, échoue dans sa première tentative d'ascension du Cerro Torre en 1958. Maestri affirme avoir réalisé la première ascension du Cerro Torre, avec Toni Egger, le 31 janvier 1959. Celle-ci est largement controversée en raison du manque de preuves et des nombreuses incohérences, aucun piton n'ayant été retrouvé au-dessus de 1 200 mètres d'altitude. Maestri affirme que la voie empruntée était verglacée et pentue à 45/50° ce qui est impossible : l'utilisation de piolets nécessite des épaisseurs de glace largement plus importantes et la paroi présente en réalité des degrés de 80 à 90°. Toni Egger étant victime d'une avalanche de glace à la descente et Cesare Maestri étant retrouvé blessé huit jours plus tard, l'appareil photo a disparu avec le corps de Toni Egger. L'ascension a cependant été saluée par Lionel Terray dans son livre Les Conquérants de l'inutile comme un exploit remarquable.

#### Voie du compresseur
En décembre 1970, Cesare Maestri et deux de ses compagnons vainquent pour la deuxième fois le Cerro Torre, mais ils se sont arrêtés à 30 mètres sous le sommet, sans avoir gravi le champignon sommital. Pour atteindre ce but, Maestri emploie la technique du compresseur : il fait des trous et pose des étriers pendant huit cents mètres de parois verticales. Il s'agit d'un exploit en raison du poids du compresseur. Maestri n'est pas monté au champignon sommital mais il considère être le premier au sommet du Cerro Torre en affirmant, « la montagne s'arrête aux derniers rochers. La calotte va et vient ». Lors de la descente Maestri apprend que des alpinistes sont en train de prendre la même voie que lui ce qui l'énerve. Dans un accès de fureur, il enlève sur 100 mètres les pitons qu'il avait installés avant que ses compagnons de cordée ne réussissent à le calmer.

## Activité littéraire
Cesare Maestri a collaboré à diverses revues. Il était, en outre, membre du Gruppo Italiano Scrittori di Montagna (GISM, Groupe italien des écrivains de montagne) et a publié, depuis 1956, un certain nombre de livres de caractère autobiographique :
- Lo Spigolo dell'infinito - Manfrini 1956
- Arrampicare è il mio mestiere - Garzanti 1964
- A scuola di roccia - Garzanti 1970
- Il Ragno delle Dolomiti - Rizzoli 1973
- 2000 metri della nostra vita - Garzanti 1973 (écrit avec son épouse, Fernanda)
- E se la vita continua… - Baldini & Castoldi 1996